# 튜브톱

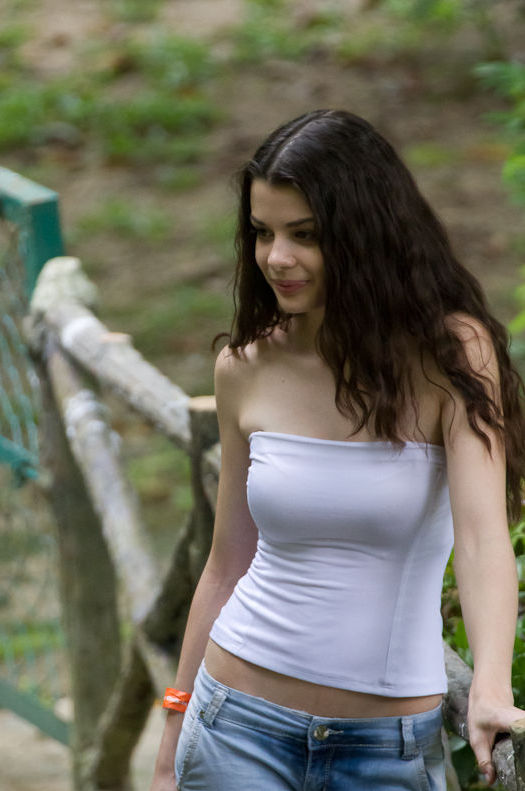
흰색 튜브톱을 입은 여성

영국에서 구어체로 가슴 튜브(Boob tube)로 알려진 튜브톱(Tube top)은 윗부분 몸통 어깨나 옷소매가 없는 여성 의류이다. 일반적으로 가슴 부분을 타이트하게 감싸주며, 일반적으로 윗부분과 아랫부분에 고무줄을 사용하여 흘러내림을 방지한다. 튜브탑의 전신은 1950년대 어린 소녀들이 입었던 비치웨어 또는 비공식 여름 의류였으며, 1970년대에 더욱 널리 인기를 얻었고 1990년대와 2000년대에 다시 인기를 얻었다.
2012년 이란계 이스라엘인 패션 디자이너 엘리 타하리는 1971년 뉴욕에 도착한 후 튜브톱의 대중화를 도왔다고 주장했다. 머레이 클리드가 운영하는 뉴욕 공장에서 타하리가 발견한 원래 튜브톱은 공장 제조 오류로 인해 생산된 신축성 있는 거즈 튜브였다. 머레이는 수년간 이 제품을 사용했고 결국 타하리는 클리드에서 튜브를 구입했으며 나중에 광범위한 수요를 충족하기 위해 튜브톱을 대량 생산하기 위해 자신의 공장을 세웠다.

## 같이 보기
- 방도 (속옷)
- 스트랩리스 원피스